# 왕샤 조약

조약이 서명된 마카오 관음당 건물

왕샤조약(望廈條約, 1844년 7월 3일)은 제1차 아편 전쟁의 결과 맺어지게 되는 난징 조약의 후속 조약으로 1843년 10월에 영국이 후먼 조약을 먼저 마무리 짓자, 차 수입과 아편 밀수를 통해 영국 다음 가는 무역 규모를 자랑하던 미국도 9개월 후인 1844년 7월 3일 마카오 교외의 왕샤촌(望厦村)에서 청나라와의 후속 조약을 체결하였다. 이는 청나라와 미국이 맺은 최초의 계약이자 불평등 조약이었다.

## 배경과 준비
1820년대 미국은 영국 다음으로 대중국무역에 종사하여 광동을 내왕하는 미국 선박도 50척에 달하였다. 미국의 상인들은 영국의 중국 시장 장악을 우려하고 있었고, 미국 국무성은 광동항에만 국한된 대중국무역을 개선하고 싶어 하였다.미국의 존 타일러(John Tyler) 대통령은 변호사인 케일럽 쿠싱을 특사로 임명하였다. 물리학자이자, 전도사였던 피터 파커(Peter Parker)가 협상에 임한 쿠싱의 통역을 담당했으며, 청나라에서는 영국과의 협상을 마무리 지었던 당사자이자, 광둥성 및 광시 성의 지사였던 기영(耆英)이 전권대사로 나왔다.

## 내용
선례가 있었던 지라 미국은 영국 - 청나라 간의 후먼 조약을 기준으로 협상에 임하여, 후먼 조약의 오구통상장정(五口通商章程) 등에 준하는 조약을 체결하게 되었다. 또한, 영사재판권에 대한 규정은 훨씬 더 자세하게 명기를 하였다. 또한 12년 뒤에 조약을 재개정할 수 있게 하는 등 훨씬 더 탄력적으로 협상에 임하였다.
1. 미국 영사에 의해서만, 미국 시민권자를 재판할 수 있는 치외법권을 인정한다.
2. 다섯 항구에서 무역을 할 때 고정관세를 적용한다.
3. 다섯 항구에서 땅을 살 수 있는 권리와 그곳에 교회와 병원을 설립할 수 있는 권리를 보장한다.
4. 지금까지 외국인이 중국어를 배울 수 없도록 한 법률을 폐지하여 중국어를 배울 수 있도록 허용한다.

미국은 청나라에 성의를 보여주기 위해, 아편 무역을 불법으로 규정하고 범법자들을 청나라 관헌에 양도하는데 동의를 한다.

## 결과
이미 후먼 조약에 의해 만들어진, 주권 침해 조약의 선례들은 왕샤조약으로 그대로 이어지고, 다시 같은 해 프랑스마저도 황푸 조약을 체결하여 중국 내 조계를 마무리 짓는다. 이로써 상하이, 홍콩 등 다섯 개의 항구는 서양 열강에 완전히 개방되어 이후 100년간 조계시대가 이어진다. 난징 조약을 보충하고 제1차 아편 전쟁을 종결하는 조약이다.
당시 조약이 체결된 자리에는 1994년에 관음당이 세워졌다.

## 같이 보기
- 아편 전쟁: 1840년~1842년
- 난징 조약: 1842년 8월 29일
- 후먼 조약: 중-영, 1843년 10월
- 황푸 조약: 중-프, 1844년 10월 24일